# Раду II Празна глава
Раду II Празнаглава (на румънски: Radu al II-lea Praznaglava) е войвода (княз) на Влашко през 20-те години на 15 век. Той е последният владетел на Влахия, който удържа контрола върху Северински банат, Буджака и Добруджа (територията на Добруджанското деспотство), която територия е упомената в негов акт от 1 юни 1421 г. като земята между Подунавието и Голямото (Черно) море.
Раду II Празнаглава е четирикратно начело на Влахия – от средата на 1420 до 23 октомври 1422 г., през лятото на 1423 г., от есента на 1424 г. до 1426 г., от януари 1427 до есента на 1427 г. Той е незаконороден син на Мирча Стари и представител на династията Басараба-Дракулещи В постоянен конфликт е със своя съперник Дан II, като се ползва с подкрепата на османците в династичния спор. Вероятно оттук и идва българският му псевдоним (прякор) с който е останал в историята – Празна/глава, Празноглавец или както изясняват румънските езиковеди, на прост народен език – тъпанар (виж Neagu Djuvara, O scurtă istorie a românilor povestită celor tineri, Humanitas, 1999 г.). Друго обяснение на неговото прозвище е, че е бил плешив, т.е. главата му е била „празна“ откъм коса.
Краткото му властване се характеризира с чести и жестоки конфликти с братовчед му Дан II, в интервала между които Раду намира подслон и подкрепа на юг от Дунава, където набира нови банди в опити да отвоюва трона. Последното му упоменаване е от пролетта на 1427 г., когато Дан II го разбива в Трансилвания с помощта на унгарски войски и вероятно го убива.